# Parque nacional Agulhas
El Parque nacional Agulhas (en afrikáans: Agulhas Nasionale Park; en inglés: Agulhas National Park) es un parque nacional sudafricano situado en la llanura de Agulhas en el sur de la región Overberg del Cabo Occidental, a unos 200 kilómetros (120 millas) al sureste de Ciudad del Cabo. El parque se encuentra a lo largo de la planicie costera entre las ciudades de Gansbaai y Struisbaai, e incluye el extremo sur de África en el Cabo das Agulhas (bautizado así por los portugueses, y que quiere decir Cabo de las Agujas). En enero de 2009 tenía un área de 20 959 hectáreas (51 790 acres).